# Amstetten (Germania)
Amstetten è un comune tedesco di 3 901 abitanti, situato nel land del Baden-Württemberg.